# Antigone (Tochter des Pheres)
Antigone (altgriechisch Ἀντιγόνη Antogónē) war in der griechischen Mythologie die Tochter des Pheres, des Königs von Iolkos in Thessalien.
Sie war die Mutter des Argonauten Asterion. Laut Hyginus Mythographus stammte Asterion aus der Verbindung mit Pyremos, während Apollonios von Rhodos als Vater des Asterion Kometes nennt.